# Rezerwat przyrody Dolina Zgniłej Strugi
Rezerwat przyrody Dolina Zgniłej Strugi – torfowiskowy rezerwat przyrody położony na terenie gmin Polanów i Bobolice w powiecie koszalińskim (województwo zachodniopomorskie).

## Powołanie
Obszar chroniony utworzony został 24 grudnia 2024 r. na podstawie Zarządzenia Regionalnego Dyrektora Ochrony Środowiska w Szczecinie z dnia 4 grudnia 2024 r. w sprawie uznania za rezerwat przyrody „Dolina Zgniłej Strugi” (Dz. Urz. Woj. Zach. z 2024 r., poz. 6026), powstał w ramach inicjatywy „100 rezerwatów na 100-lecie Lasów Państwowych”. Pierwsze propozycje jego utworzenia pojawiły się w ewaluacji przyrodniczej gminy Bobolice autorstwa Biura Konserwacji Przyrody w Szczecinie z roku 2003, a w latach 2013–2014 sporządzono wstępną dokumentację przyrodniczą.

## Położenie
Rezerwat ma 152,33 ha powierzchni, zaś jego otulina – 55,35 ha. Znajduje się na Wysoczyźnie Polanowskiej, w obrębach ewidencyjnych Karsinka i Kurowo. Rezerwat obejmuje kilkukilometrowy odcinek Zgniłej Strugi (prawobrzeżnego dopływu Radwi) wraz z fragmentami otaczających terenów zielonych. Znajduje się w całości w granicach specjalnego obszaru ochrony siedlisk Natura 2000 Dolina Radwi, Chocieli i Chotli PLH320022, ponadto częściowo pokrywa się z licznymi w tej okolicy użytkami ekologicznymi.

## Charakterystyka
Celem ochrony rezerwatowej jest „zachowanie mozaiki bagienno-źródliskowych ekosystemów leśno-torfowiskowych, w tym naturalnie meandrującej rzeki oraz płatów roślinności torfowisk alkalicznych wraz z jednym z największych na Pomorzu Zachodnim skupień situ tępokwiatowego Juncus subnodulosus”. Ze względu na dominujący przedmiot ochrony typ obszaru chronionego określono jako fitocenotyczny, a podtyp – zbiorowisk nieleśnych, natomiast ze względu na główny typ ekosystemu typ określono jako różnych ekosystemów, a podtyp – lasów i torfowisk.
Rezerwat skupia co najmniej pięć ekosystemów chronionych dyrektywą siedliskową: nizinne i podgórskie rzeki ze zbiorowiskami włosieniczników, torfowiska przejściowe i trzęsawiska
(przeważnie z roślinnością z Scheuchzerio-Caricetea), górskie i nizinne torfowiska zasadowe o charakterze młak, turzycowisk i mechowisk, bory i lasy bagienne i brzozowo-sosnowe bagienne lasy borealne, łęgi wierzbowe, topolowe, olszowe i jesionowe i olsy źródliskowe. Na jego obszarze następuje sukcesja reliktowej roślinności torfowisk alkalicznych. Do najcenniejszych gatunków flory należą: gnidosz błotny, sit tępokwiatowy, kruszczyk błotny, kukułka plamista, dziewięciornik błotny, nasięźrzał pospolity, bażyna czarna, nerecznica grzebieniasta, rdestnica alpejska, błotniszek wełnisty, torfowiec Warnstorfa, torfowiec obły i bagniak.
Według stanu na grudzień 2024 r. rezerwat nie ma wyznaczonego planu ochrony ani zadań ochronnych. Do głównych zagrożeń dla tego obszaru zaliczono zaburzenie warunków wodnych przez dawne melioracje, sukcesję roślinności drzewiastej i ekspansywnych gatunków runa oraz potencjalnie susze i gospodarkę leśną.